# Lohamei HaGeta'ot
Lohamei HaGeta'ot ( hébreu : לוֹחֲמֵי הַגֵּיטָאוֹת, Lohamei HaGeta'ot « Les Combattants du Ghetto) » est un kibboutz du Nord d'Israël. Situé dans l'ouest de la Galilée, il relève de la juridiction du Conseil régional de Mateh Asher. En 2019, il comptait 705 habitants.

## Histoire
Le kibboutz a été fondé par des survivants de l'Holocauste en 1949 sur la route côtière entre Saint-Jean d'Acre et Nahariya, sur le site de la base militaire britannique abandonnée et du village palestinien dépeuplé d'al-Sumayriyya.  
Ses membres fondateurs comprennent des combattants survivants du soulèvement du ghetto de Varsovie (notamment Yitzhak Zuckerman, commandant adjoint de la ŻOB), ainsi que d'anciens partisans juifs et d'autres survivants de l'Holocauste. Son nom commémore les Juifs qui ont combattu les Nazis. 
L'historien Tom Segev décrit l'histoire en quatre volumes de Zvi Dror sur la vie des survivants de l'Holocauste qui ont fondé le kibboutz comme l'un des livres les plus importants jamais écrits sur les survivants de l'Holocauste en Israël. Anita Shapira, qui traduit le titre par « Pages de témoignages », décrit le livre de Zvi Dror comme « l'un des premiers projets visant à libérer la parole des muets » sur l'Holocauste. 

## Économie
Au milieu des années 1980, le kibboutz a acquis l'usine de produits alimentaires végétariens Tivall, qui est devenue l'un des piliers de ses revenus. D'autres succursales comprennent une grande laiterie et l'agriculture et une chambre d'hôtes. Le kibboutz est actuellement en cours de privatisation. Il exploite un bed and breakfast pour les touristes de la région.

## Archéologie
À proximité du kibboutz, on trouve les vestiges considérables de l'aqueduc qui alimentait Saint-Jean d'Acre en eau, à une distance de 6 km,  jusqu'en 1948. Cet aqueduc a été construit à la fin du XVIIIe siècle par Jezzar Pasha, le gouverneur Ottoman de Saint-Jean d'Acre. Le gouverneur Sulayman Pasha al-Adil, son successeur, le reconstruit entièrement en 1814.

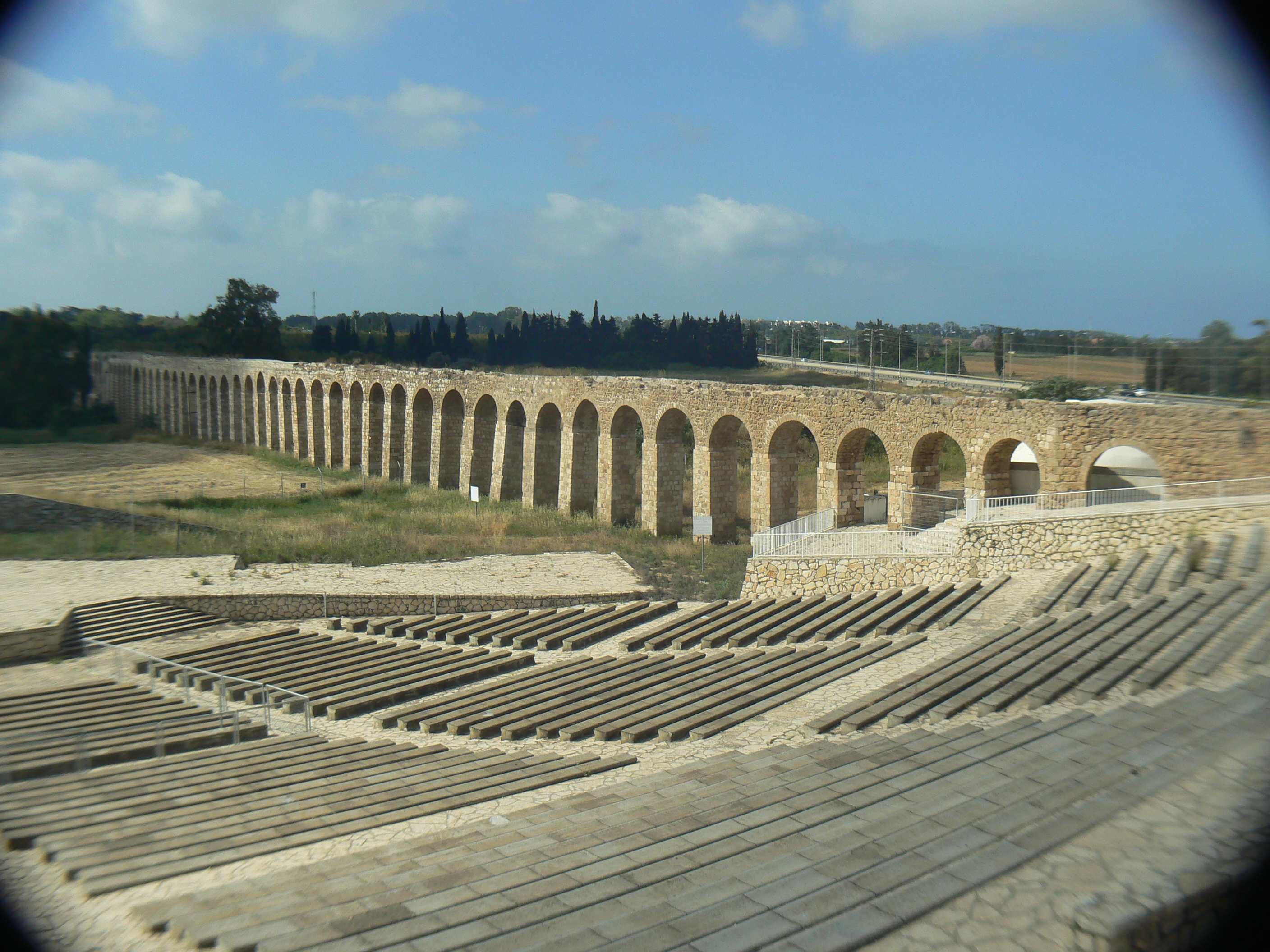
Aqueduc de l'ère ottomane desservant Saint-Jean d'Acre

## Musée
Le kibboutz gère la Maison des combattants du ghetto (« Beit Lohamei Hageta'ot »), un musée d'histoire commémorant ceux qui ont combattu les Nazis. Adjacent au musée se trouve un grand amphithéâtre fréquemment utilisé pour des concerts, des assemblées et des cérémonies organisées par le musée. Un important centre d'archives ainsi qu'une bibliothèque en font tant un lieu de mémoire qu'un lieu de recherche.

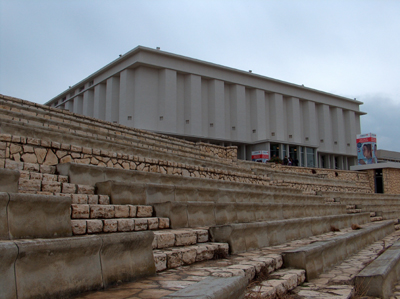
Musée des combattants du ghetto

## Personnalités liées
- Zivia Lubetkin
- Zvika Greengold
- Zvi Dror
- Yitzhak Zuckerman